# Boiruna
Boiruna — рід змій родини полозових (Colubridae). Представники цього роду мешкають в Південній Америці.

## Види
Рід Boiruna нараховує 2 види:
- Boiruna maculata (Boulenger, 1896)
- Boiruna sertaneja Zaher, 1996

## Етимологія
Наукова назва роду Boiruna походить від сполучення слів тупі-гуарані Mbói+r+ú — той, хто їсть змію і una — чорний.